# Кузьмінське кладовище
Кузьмінський цвинтар — московський некрополь, що розташований в районі Кузьминки, Південно-Східного адміністративного округу Москви, площа цвинтаря становить 60 га.

## Відомі особистості, що поховані на кладовищи
- Бєлявський Олександр Борисович, актор кіно
- Бутков Леонтій Анисифорович, Герой Радянського Союзу
- Гінзбург Євгенія Семенівна, письменниця
- Домбровський Юрій Йосипович, письменник
- Костянтин Коккінакі, льотчик, Герой Радянського Союзу
- Леонід Марков, актор
- Ігор Сорін, співак та актор